# Jakobuskirche (Tübingen)

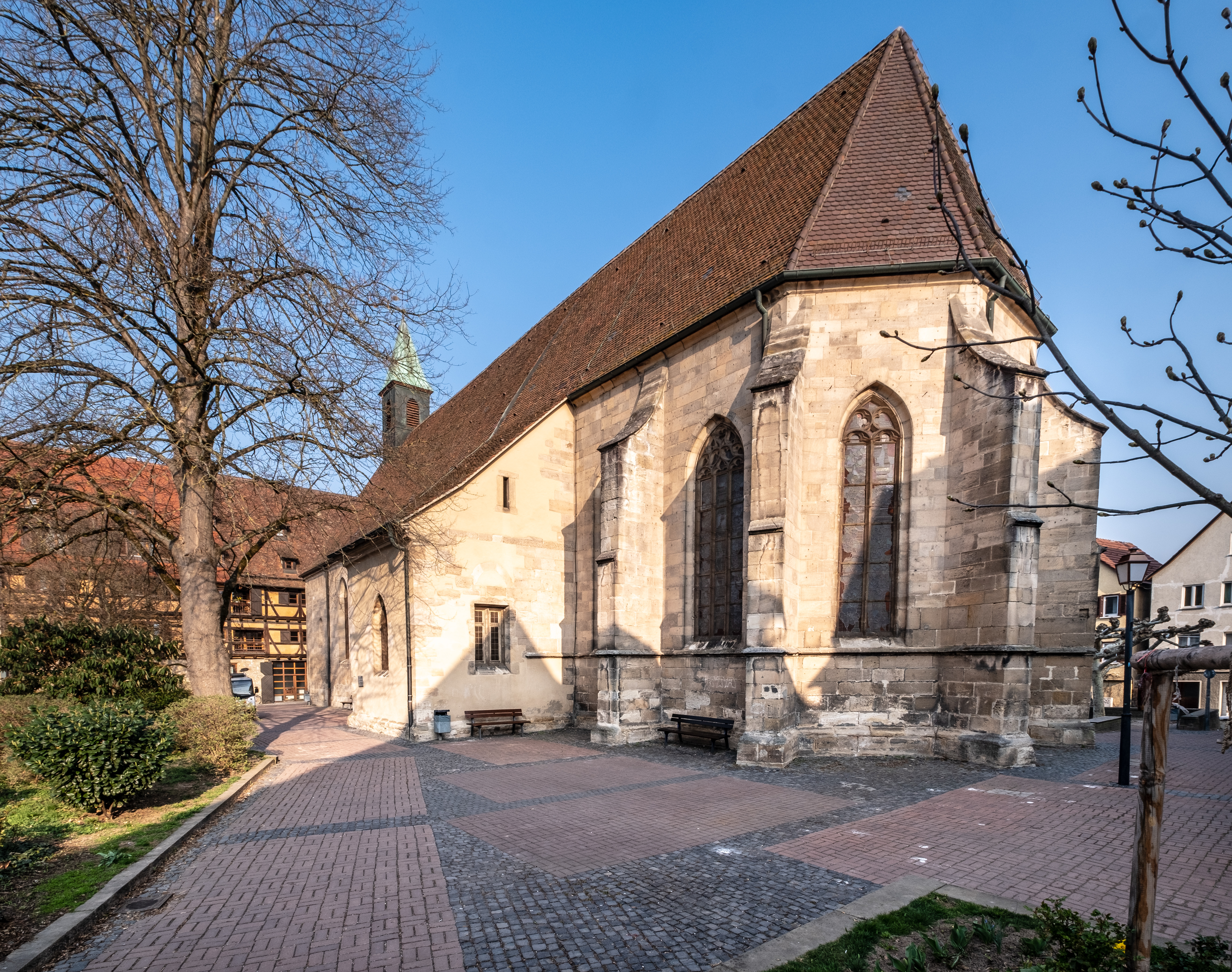
Jakobuskirche zu Tübingen

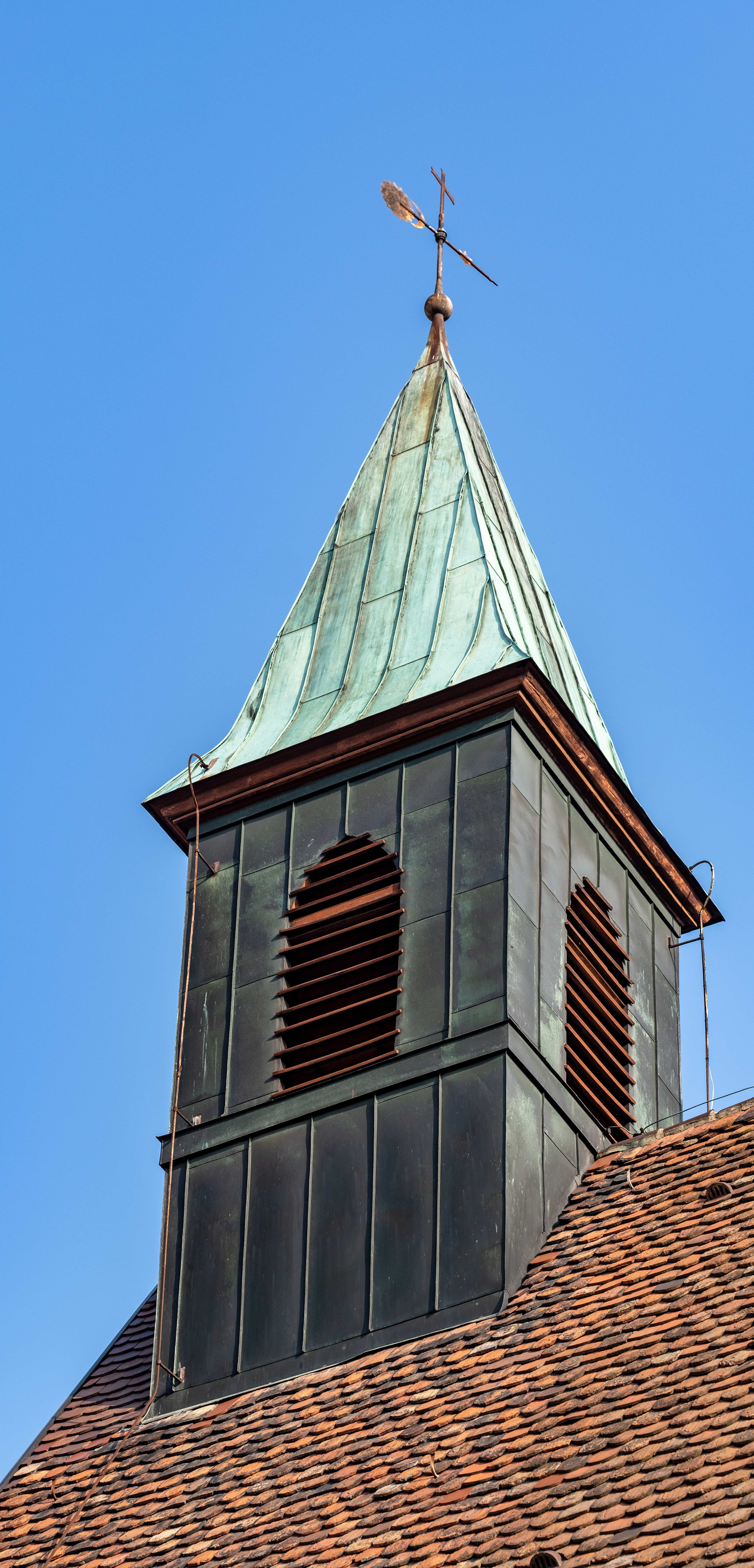
Turm der Jakobuskirche

Die Jakobuskirche, auch Spitalkirche genannt, in Tübingen ist eine romanische, ursprünglich dem heiligen Jakobus geweihte Kirche, die heute von der Tübinger evangelischen Jakobusgemeinde im Kirchenbezirk Tübingen genutzt wird.  Sie bildet mit dem benachbarten Salzstadel das historische Zentrum der Tübinger Unterstadt, der sogenannten Gôgei.

## Geschichte

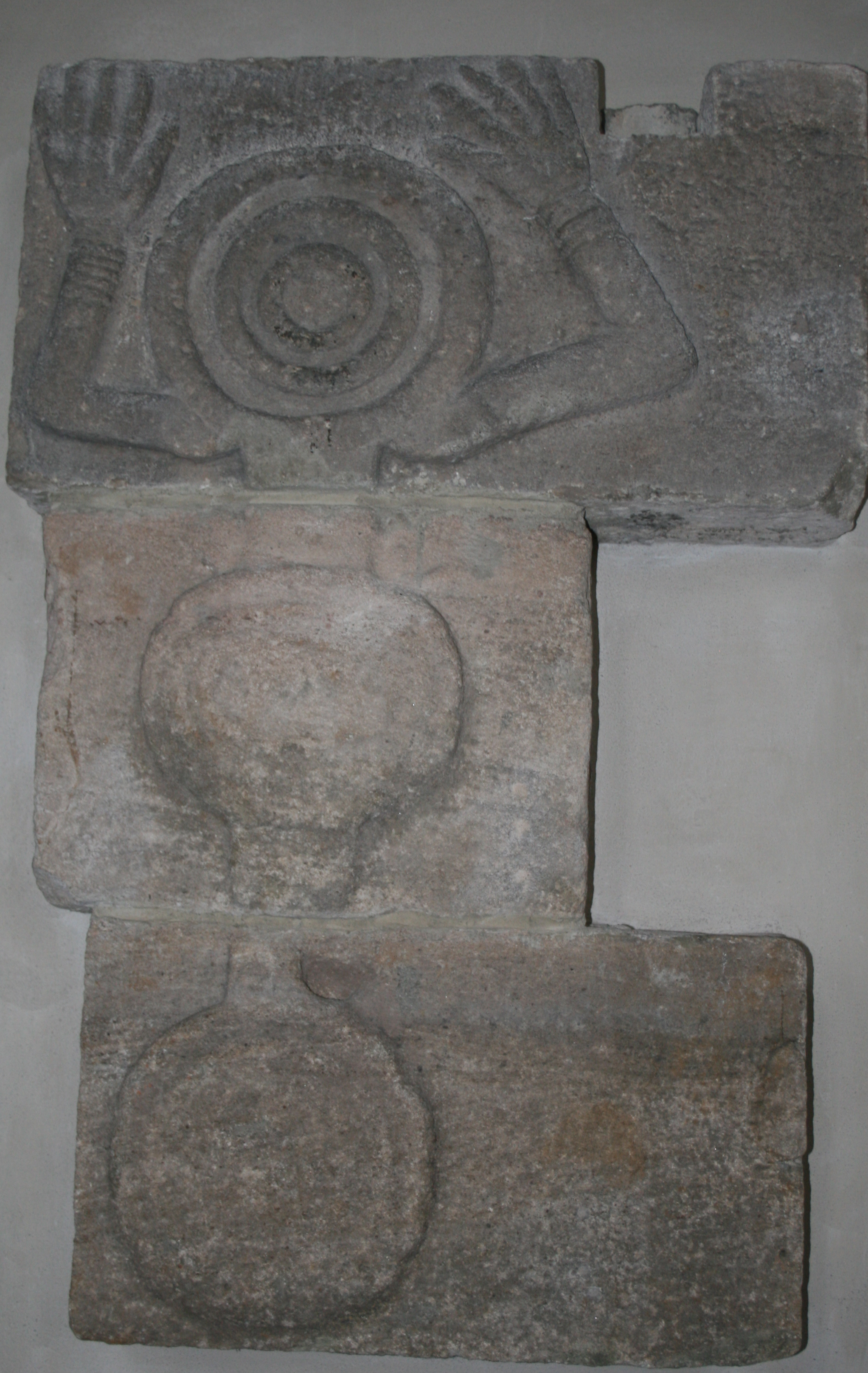
Die „Sonnensteine“

Die ursprünglich romanische, erstmals 1377 erwähnte Jakobuskirche, an die noch eine Anzahl kleiner rundbogiger Fenster erinnert, wurde um 1200 auf ca. 14 Meter langen Eichenpfählen als romanische Kapelle errichtet. Damit gilt die Jakobuskirche als ältestes noch bewohntes Gebäude Tübingens. Da die im Ammertal errichtete Kirche häufigen Frühlingshochwässern ausgesetzt war, wurde sie 1500 um ca. 2,5 m aufgefüllt, auch die Umgebung wurde entsprechend angehoben. In der gleichen Zeit wurde sie zur jetzigen Form umgebaut und nach Osten hin mit einem Chor ergänzt. An der Choraußenwand unter dem Fenster ist zu lesen: „ano dmi 1500 in dem 10 tag des brach mond [10. Juni] ist gelegt der erst stain an dissen kor.“
Die Spittel-Kirche war zunächst Filialkirche der Stiftskirche St. Georg in der Oberstadt und Mittelpunkt der Tübinger Unterstadt, in welcher vor allem die Weingärtner, Bauern und Gewerbetreibenden lebten. Lange Zeit diente sie – in der Nähe des Spitals, des heutigen Bürgerheims gelegen – als Spitalkirche. In ihrer unmittelbaren Nähe befand sich die Konradskapelle, die später als Anatomiegebäude diente und 1853 aufgegeben wurde. Nach der Säkularisation 1806 wurde am 8. Februar 1807 zwischen dem neuernannten katholischen Stadtpfarrer Johann Georg Dürlewanger und dem lutherischen Stadtpfarrer Dr. Müller eine Übereinkunft getroffen, wonach die Spitalskirche, wie sie zu diesem Zeitpunkt genannt wurde, nach einem festen Plan von beiden Konfessionen gemeinsam genutzt werden sollte. Am 15. Februar 1807 wurde in der Spitalkirche die erste katholische Messe in Tübingen seit der Reformation gelesen. Als weitere katholische Kirche kam die auf dem Gelände des Wilhelmsstifts erbaute Wilhelmskirche hinzu, beide Kirchen wurden der katholischen Gemeinde aber bald zu eng, so dass von 1875 bis 1878 auch mit evangelischer Unterstützung die St. Johanneskirche erbaut wurde. Von diesem Zeitpunkt an war die Spitalkirche wieder eine rein evangelische Kirche. Seit 1918 war die Jakobuskirche eine eigenständige Pfarrkirche, heute zählt sie zu den Kirchen der Tübinger Gesamtkirchengemeinde. Die relativ dunkle neugotische Chorverglasung wurde 1975 durch wesentlich hellere Fenster mit Rosenornament von Gisela Dreher-Richels ersetzt.
Die Kirche stellt eine Station auf dem europäischen Jakobs-Pilgerweg nach Santiago de Compostela dar. Das Wallfahrtswesen zum Grab des Heiligen Jakobus als Namensgeber bezeugt auch Jakobus selbst mit Mantel, Muschel, Stab und Hut im Chorraum der Kirche als Schlussstein des Kreuzgewölbes.
Als Besonderheiten finden sich in und an der Kirche auffällige Schlusssteine, Epitaphien und Grabdenkmäler. Außerdem findet man an der Kirche Quader mit nicht abschließend geklärten Reliefdarstellungen konzentrischer Kreise, die auch als Sonnenscheiben bezeichnet werden, mit teilweise angesetzten und geknickt erhobenen Armen.